# Hamad Medjedović
Hamad Medjedović (Хамад Међедовић ; en alphabet latin serbe : Hamad Međedović), né le 18 juillet 2003 à Novi Pazar, est un joueur de tennis serbe, professionnel depuis 2021.
Medjedović atteint la neuvième place mondiale au classement ITF Junior le 4 janvier 2021.
Il se révèle en 2023 à l'occasion du Masters Next Gen qu'il remporte en battant en finale le Français Arthur Fils, tête de série no 1, en 5 sets.

## Carrière

### 2021. Débuts sur le circuit ATP
Medjedović fait ses débuts sur le circuit ATP à l'Open de Belgrade en 2021 après avoir obtenu une wild card. Il s'incline dès le premier tour contre le qualifié slovaque Alex Molčan en deux manches (6-4, 6-3).

### 2022. Premier titre en Challenger
Sorti des qualifications, Medjedović remporte son premier titre sur le circuit Challenger en 2022 à l'Open de Platzmann-Sauerland. Il réalise un tournoi très solide en éliminant Marco Cecchinato, tête de série no 4, puis la tête de série no 1 Nicolás Jarry avant de s'imposer en finale contre le joueur chinois Zhang Zhizhen sur le score de (6-1, 6-2) en moins d'une heure de jeu.

### 2023. L'année des victoires
En février 2023, Medjedović gagne son premier match en Coupe Davis avec la Serbie en battant le Norvégien Viktor Durasović.
En mars 2023, Medjedović gagne son deuxième tournoi Challenger à l'Open de Kiskút, devenant ainsi le 4e joueur de tennis serbe à gagner au moins deux Challengers, aux côtés de Novak Djokovic, Janko Tipsarević et Miomir Kecmanović. À cette occasion, il atteint la place de 192e mondial au classement ATP. En mai, il remporte également le Challenger de Mathausen en écartant en demi-finale la tête de série no 1 Dominic Thiem sur le score de (7-63, 6-2) avant de battre la tête de série no 5 Filip Misolic en trois sets. À l'issue du tournoi, il se classe alors 168e mondial.
Medjedović effectue ensuite sa première apparition en Grand Chelem à Roland-Garros après être sorti des qualifications. Il s'incline en 4 sets au premier tour contre l'Américain Marcos Giron sur le score de (0-6, 2-6, 6-1, 0-6).
Il réalise la même performance à Wimbledon, un mois plus tard, en s'extirpant des qualifications. Il s'incline, une nouvelle fois, au premier tour en 4 manches contre Christopher O'Connell sur le score de (7-5, 6-4, 4-6, 6-4).
Il réalise sa première grosse performance sur le circuit ATP au tournoi de Gstaad durant lequel il atteint les demi-finales en étant sorti des qualifications. Sur sa route, il bat Dominic Thiem, puis Zhang Zhizhen et Yannick Hanfmann, respectivement têtes de série 5 et 4 du tournoi, avant de s'incliner contre l'Argentin Pedro Cachín, futur vainqueur du tournoi.
Début septembre, Medjedović remporte son quatrième tournoi Challenger à Majorque en s'imposant face au Français Harold Mayot sur le score de (2-6, 6-4, 2-6).
En fin d'année, il gagne le Masters Next Gen en battant le Français Arthur Fils en finale. À l'occasion de ce tournoi, il remporte tous ses matchs battant au passage l'Américain Alex Michelsen, le Français Luca Van Assche, le Jordanien Abdullah Shelbayh et le Suisse Dominic Stricker.

### 2024. Finale à Belgrade
Il accède en fin de saison à sa première finale sur le circuit ATP à Belgrade, dans son pays natal, où il vainc deux Américains, Brandon Nakashima (3-6, 7-5, 6-3) et Aleksandar Kovacevic (7-65, 6-4), l'Argentin Francisco Cerúndolo (6-4, 6-2), tête de série numéro trois ainsi que son compatriote Laslo Djere au bout d'un long duel (6-2, 3-6, 7-62). Il est battu en finale par le qualifié canadien, ancien top 10, Denis Shapovalov (4-6, 4-6).

### 2025. Entrée dans le top 100, finale à Marseille et titre au challenger Oeiras 1[8]
Il dispute sa troisième finale sur le circuit à Marseille, s'offrant le Belge Raphaël Collignon (6-3, 6-4), puis plus difficilement l'Allemand Daniel Altmaier (7-5, 67-7, 6-4) mais surtout les deux Russes Karen Khachanov ancien Top 10 et vainqueur du tournoi (6-2, 6-3) et la tête de série numéro une et huitième joueur mondial Daniil Medvedev sur un score inversé (6-3, 6-2). Cette victoire est sa première sur un Top 10 en carrière. Opposé au local et tenant du titre Ugo Humbert, il doit céder logiquement en deux manches (64-7, 4-6).

## Palmarès

### Titre en simple
| No | Date       | Nom et lieu du tournoi       | Catégorie       | Dotation    | Surface    | Finaliste   | Score                     |          |
| -- | ---------- | ---------------------------- | --------------- | ----------- | ---------- | ----------- | ------------------------- | -------- |
| -  | 28-11-2023 | Next Gen ATP Finals, Djeddah | Next Gen Finals | 2 000 000 $ | Dur (int.) | Arthur Fils | 36-4, 4-1, 4-2, 39-4, 4-1 | Parcours |

### Finales en simple
| No | Date       | Nom et lieu du tournoi      | Catégorie | Dotation  | Surface    | Vainqueur        | Score     |          |
| -- | ---------- | --------------------------- | --------- | --------- | ---------- | ---------------- | --------- | -------- |
| 1  | 03-11-2024 | Belgrade Open, Belgrade     | ATP 250   | 579 320 € | Dur (int.) | Denis Shapovalov | 6-4, 6-4  | Parcours |
| 2  | 10-02-2025 | Open 13 Provence, Marseille | ATP 250   | 740 730 € | Dur (int.) | Ugo Humbert      | 7-64, 6-4 | Parcours |

## Parcours dans les tournois duGrand Chelem

### En simple
| Année | Open d'Australie | Open d'Australie  | Internationaux de France | Internationaux de France | Wimbledon       | Wimbledon             | US Open         | US Open         |
| ----- | ---------------- | ----------------- | ------------------------ | ------------------------ | --------------- | --------------------- | --------------- | --------------- |
| 2023  | —                | —                 | 1er tour (1/64)          | Marcos Giron             | 1er tour (1/64) | Christopher O'Connell | Q1              | Borna Gojo      |
| 2024  | Q2               | Abdullah Shelbayh | 1er tour (1/64)          | Flavio Cobolli           | Q2              | Beibit Zhukayev       | 1er tour (1/64) | Fábián Marozsán |
| 2025  | —                | —                 | 3e tour (1/16)           | Daniel Altmaier          | 1er tour (1/64) | Sebastian Ofner       |                 |                 |

N.B. : à droite du résultat se trouve le nom de l'ultime adversaire.

## Parcours dans lesMasters 1000
| Année | Indian Wells | Miami                | Monte-Carlo | Madrid                    | Rome                 | Canada | Cincinnati         | Shanghai | Paris |
| ----- | ------------ | -------------------- | ----------- | ------------------------- | -------------------- | ------ | ------------------ | -------- | ----- |
| 2024  | —            | —                    | —           | 2e tour J. Lehečka        | 3e tour D. Medvedev  | —      | —                  | —        | —     |
| 2025  | —            | 1er tour R. Hijikata | —           | 1er tour T. M. Etcheverry | 1er tour O. Virtanen | —      | 3e tour C. Alcaraz |          |       |

N.B. : sous le résultat se trouve le nom de l’ultime adversaire.

## Victoires sur le top 10
Toutes ses victoires sur des joueurs classés dans le top 10 de l'ATP lors de la rencontre.
| Légende      |
| Grand Chelem |
| Masters      |
| Masters 1000 |
| 500 Series   |
| 250 Series   |
| Coupe Davis  |

| # | H.M.  | Tournoi   | Année | Surface    | Adversaire      | Rang | Tour | Score    |
| - | ----- | --------- | ----- | ---------- | --------------- | ---- | ---- | -------- |
| 1 | no 96 | Marseille | 2025  | Dur (int.) | Daniil Medvedev | no 8 | 1/2  | 6-3, 6-2 |

## Classements ATP en fin de saison
| Année          | 2019 | 2020 | 2021 | 2022 | 2023 |
| Rang en simple | 1585 | 1349 | 674  | 257  | 113  |
| Rang en double | 1936 | 1827 | 1293 | –    | 1358 |

Source : (en) Classements de Hamad Medjedović sur le site officiel de la Fédération internationale de tennis